# Camillo Pasquali
Camillo Pasquali (8 de janeiro de 1909 – 27 de fevereiro de 1956) foi um político italiano que serviu como prefeito de Novara por dois mandatos (1946–1947, 1949–1951) e como senador de 1953 a 1956.